# Sumi Shimamoto
Sumi Shimamoto 島本 須美 (Shimamoto Sumi?), pseudonimo di  Sumi Koshikawa (越川 須美?, Koshikawa Sumi) (Kōchi, 8 dicembre 1954) è un'attrice e doppiatrice giapponese.

## Biografia
Dopo essersi diplomata presso la Toho Gakuen School of Music, si è unita alla Gekidan Seinenza, una compagnia teatrale. Attualmente non è affiliata a nessuna agenzia.
Fra i suoi ruoli più celebri si possono citare Nausicaä in Nausicaä della Valle del vento e Kyōko Otonashi in Maison Ikkoku. Ha ottenuto il ruolo di Nausicaä dopo aver doppiato il personaggio di Clarisse in Lupin III - Il castello di Cagliostro ed aver impressionato Hayao Miyazaki.

## Vita privata
È sposata con Daisuke Koshikawa, uno dei fondatori della compagnia Chibikko Gang.

## Ruoli principali

### Serie televisive
- 7 of Seven (Mitsuko Suzuki)
- Ai yori aoshi (Madre e nonna di Taeko Minazuki)
- Akazukin Chacha (Piisuke, Preside Urara principal, Madre di Shiine, altre voci)
- Asobō!! Hello Kitty (Madre)
- Avenger (Westa)
- Bakuretsu Hunter (Big Mama)
- Black Jack (Sono Eiko)
- Bleach (Miyako Shiba)
- Blue Gale Xabungle (Maria Maria)
- City Hunter (Maki Himuro)
- Cyborg 009: The Cyborg Soldier (Ixquic)
- Detective Conan (Yukiko Kudo, Fumiyo Akechi)
- Dirty Pair (Margaret Tainer)
- Don't Leave Me Alone, Daisy (Rarako-sensei)
- Doraemon (Kībō)
- Dragon Ball (sirena)
- Eat-Man '98 (Koko)
- Hachijū Hiai Sekai Isshū (Chiko)
- Full Moon (Grande Madre)
- GTO (Chizuru Ōta)
- Gintama (Mitsuba Okita)
- Hana no Mahōtsukai Marybelle (Mama Belle)
- Hello Kitty: Shiawase no Tulip (Madre)
- Il bisturi e la spada (Geisha)
- Il mago di Oz (Dorotea)
- I My Me! Strawberry Eggs (Fukiko Kuzuha)
- Jeanie dai lunghi capelli (Sorella Conrad)
- Jungle de Ikou! (Rongo)
- Kiddy Grade (Mrs. Padushka)
- Kimba the White Lion (new) (Eliza, Ryōna)
- Kindaichi Case Files (Risa Kurea, Arisa Midō)
- Kiteretsu Daihyakka (Michiko Kite, Yoshie Sakurai, Ikue Hanamaru)
- Kitty's Paradise (Madre, altre voci)
- Kurau Phantom Memory (Aine, Kleine)
- Kūsō Kagaku Sekai Gulliver Boy (Ripley)
- Legend of Heavenly Sphere Shurato (Dea dell'Armonia Vishnu)
- A Little Princess (doppiaggio giapponese) (Sarah Crewe)
- Lucky Star (Kanata Izumi)
- Le nuove avventure di Lupin III (Maki Ōyamada ne "I ladri amano la pace")
- Madara (Principessa Sakuya)
- Maison Ikkoku (Kyōko Otonashi)
- Mama's a Fourth Grader (Sawako Yamaguchi)
- Master Keaton (Anna Brummer)
- Mermaid Forest (Towa)
- Mikan Enikki
- Mister Ajikko (Yoamuhi)
- Mizuiro Jidai (Obasan)
- Moomin[non chiaro] (Fillyjonk)
- Mrs. Pepperpot (Rūri)
- NG Knight Ramune & 40 (Monobe-sensei)
- Ninja Senshi Tobikage (Principessa Romina)
- Neo Hayper Kids (narratrice)
- Oh! Family (Fii Anderson)
- Ōi! Ryōma (Sakae Sakaki)
- Oniisama e (Rei Asaka)
- Patlabor (Ayano Fujii)
- Peter Pan (Campanellino)
- Pigmario (Shōryō Orie)
- Pippi Calzelungue (Doppiaggio giapponese) (Lady)
- Pokonyan! (Momoko-sensei)
- Princess Nine (Shino Hayakawa)
- Reporter Blues (Toni)
- Rurouni Kenshin (Tae Sekihara, Sae Sekihara)
- Sailor Moon Sailor Stars (Akane)
- Sally, the Witch (new) (Madre di Sumire)
- Samurai per una pizza (Usakyoku sama)
- Sango-shō Densetsu: Aoi Umi no Elfie (Elfie)
- Seishun Anime Zenshū Izu no Odoriko (Kaoru)
- Seitoshokun (Māru (Mariko Hōjō)
- Shinkai Densetsu Meremanoid (Rūsumirā)
- Shūkan Storyland (narratrice)
- Silent Möbius (Tomona Yamikumo)
- Smile Pretty Cure! (Royal Queen)
- SoltyRei (Eirenē)
- Soreike! Anpanman (Shokupanman, Dekako Mom, altre voci)
- Sugar Sugar Rune (Candy)
- Super Bikkuriman (Maka Turtle)
- Tsubasa Chronicle (Emeraude)
- Tsuyoshi Shikkari Shinasai (Kawakami-sensei)
- The Twins at St. Clare's (Hilary)
- The Ultraman (Mutsumi)
- Ulisse 31 (Yumi)
- Urusei Yatsura (Asuka Mizunokoji, Kiriko Amenomori)
- Uzumaki (Donna incinta)
- Vampire Princess Miyu (Shinma Enju)
- Victorian Romance Emma (Aurelia Jones)
- Il violinista di Hameln (Queen Horun)
- Wingman (Matsuoka-sensei)
- Yu-Gi-Oh! Duel Monsters (Ishizu Ishtar, Isis)
- Zendaman (Eve)
- Zenki (Rengetsu)
- Lovely Sara (Sara Morris/Sara Crewe)

### OVA
- Adventure! Iczer-3 (Sister Grey)
- Barefoot Gin Rei (Ginrei)
- Case Closed series (Yukiko Kudo)
- Devil Hunter Yohko (Princess Yanagi)
- Dream Hunter Rem (Yōko Takamiya, Keiko)
- Fight! Iczer One (Sir Violet)
- Fire Emblem (Elis)
- Fire Tripper (Suzuko, Suzu)
- Giant Robot series (Ginrei)
- Gōshō Aoyama's Collection of Short Stories (Yukiko Fujimine)
- Gōshō Aoyama's Collection of Short Stories 2 (Yukiko Kudō)
- Hell Target (Tiki Carmack)
- Hello Kitty (Mama)
- Hello Kitty no Hajimete no Christmas Cake (Mama)
- Hello Kitty to Issho (Mama)
- Here is Greenwood (Sumire Hasukawa)
- L'irresponsabile capitano Tylor (Miranda)
- Jungle de Ikou! (Rongo)
- Kitty to Daniel no Suteki na Christmas (Mama)
- Kamen Rider (Ruriko Midorikawa)
- Madara (Princess Sakuya)
- Maison Ikkoku Bangaihen: Ikkokujima Nanpa Shimatsuki (Kyōko Otonashi)
- Maison Ikkoku Prelude (Kyōko Otonashi)
- Maris the Chojo (Sue)
- Mikan Enikki: Mikan America e Iku?! ()
- Salamander (Paola)
- Seito Shokun! (Mariko Kitashiro)
- Sorcerer Hunters (Big Mama)
- Soreike! Anpanman (Nashio-kun, Shokupanman)
- Tetsuwan Gin Rei (Ginrei)
- Tokyo Babylon (Kiriko Kashiwagi)
- Urusei Yatsura (Asuka Mizunokoji)
- Virgin Fleet (Shiokaze Umino)
- Yōchien Sentai Genkizzu (Tomomi-sensei)

### Film
- Aitsu to Lullaby: Suiyōbi no Cinderella ("quella ragazza")
- Anpanman series (Shokupanman, madre di Moku-chan's)
- Detective Conan: Il fantasma di Baker Street (Irene Adler)
- Lupin III - Il castello di Cagliostro (Clarisse di Cagliostro)
- Chocchan Monogatari (Chō Kuroyanagi)
- Cutie Honey Flash (Claire)
- Umi ga kikoeru (film TV) (L'amante del padre di Rikako)
- Kazu & Yasu: Hero Tanjō (Yoshiko Miura)
- Maison Ikkoku: Kanketsuhen (Kyōko Otonashi)
- Film di Moomin (Fillyjonk)
- Il mio vicino Totoro (Yasuko Kusakabe)
- Nausicaä della Valle del vento (Nausicaä)
- One Piece: Avventura all'Isola Spirale (Madame)
- Princess Mononoke (Toki)
- Umeboshi Denka: Uchū no Hate kara Banbaroban! (Mama)
- Unico: Mahō no Shima e (Cherry)
- Film di Urusei Yatsura (Asuka Mizunokoji, Lahla, ragazza con il cappello)
- Utsunomiko: Chijōhen (Nayotake)

### Videogiochi
- Berserk and the Band of the Hawk (Flora)
- Dissidia Final Fantasy (Cosmos)
- Dissidia 012 Final Fantasy (Cosmos)
- Dragon Quest Rivals (Rosa)
- Eternal Melody (Tina Harvel)
- Fire Emblem Heroes (Elice, Nagi)
- Kessen 2 (Jun'iki)
- Otomedius (Gofer Sisters, Irene, Operetta)
- Mugen Senshi Valis (Yuuko Asou)
- Sakura Wars 2 (Margueritte Chateaubriand)
- Shinki Gensō Spectral Souls II (Leilia, Horun)
- Sword of the Berserk: Guts' Rage (Eriza, Annette)
- Tactics Ogre: Reborn (Olivya Phoraena)
- Xexex (Elaine Laccius)